# Cantone di Clary
Il Cantone di Clary era una divisione amministrativa dell'arrondissement di Cambrai.
È stato soppresso a seguito della riforma complessiva dei cantoni del 2014, che è entrata in vigore con le elezioni dipartimentali del 2015.
Comprendeva i comuni di:
- Bertry
- Busigny
- Caudry
- Caullery
- Clary
- Dehéries
- Élincourt
- Esnes
- Haucourt-en-Cambrésis
- Ligny-en-Cambrésis
- Malincourt
- Maretz
- Montigny-en-Cambrésis
- Villers-Outréaux
- Walincourt-Selvigny